# Jerife Aguak
Jerife Aguak (malayo: Syarif Aguak; cebuano: Siyarif Aguak; idioma inglés: Shariff Aguak) es un municipio filipino y la capital de la provincia de Maguindánao. Según el censo de 2000, tiene 49 531 habitantes en 8073 casas.

## Barangayes
Jerife Aguak se divide políticamente a 25 barangayes.
| - Iganagampong - Bagong - Bialong - Bulayan - Dale-Bong - Kuloy - Labu-labu - Lapok (Lepok) - Limpongo - Macalag - Maitumaig - Malangog - Malingao | - Meta - Nabundas - Pamalian - Panangeti - Pikeg - Población - Satan - Tapikan - Timbangan - Tina - Tuntungan - Tuayan |